# Aïcha Ben Ahmed

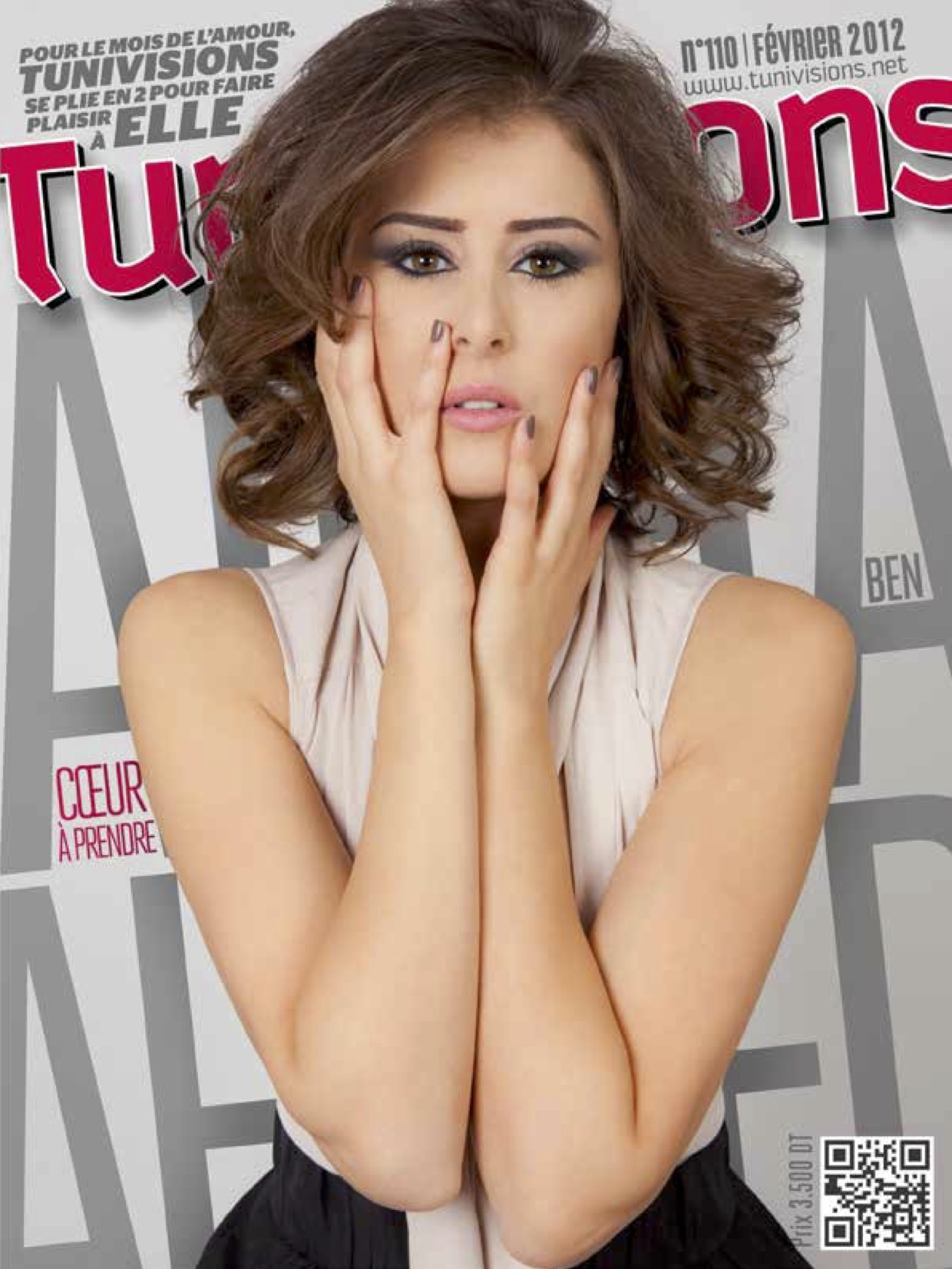
Aïcha Ben Ahmed trên trang bìa Tunivutions tháng 2 năm 2012

Aïcha Ben Ahmed (sinh năm 1989) là một nữ Diễn viên người Tunisia đã từng đóng phim, biểu diễn sân khấu và xuất hiện trên truyền hình. Cô được nhiều người Tunisia biết đến khi góp mặt trong series phim Pour les beaux yeux de Catherine vào năm 2012. Gần đây, cô cũng tham gia trong một số bộ phim Ai Cập như Saint Augustin, La cellule và Zizou. Với vai diễn Hind in Narcisse, Aziz Rouhou, cô đã nhận được giải thưởng dành cho nữ Diễn viên xuất sắc nhất tại Liên hoan phim Al Hoceïma 2016 tại Morocco.

## Tiểu sử
Sinh ngày 7 tháng 2 năm 1989, Aïcha Ben Ahmed là con gái của một cơ trưởng Tunisair, giúp cô có được những tấm vé miễn phí cho những chuyến du hành của mình. Khi còn là một cô gái trẻ tuổi, cô từng tham gia vào nhóm nhảy Sihem Belkhodja trước khi vào học nghệ thuật tạo hình và công diễn tại Ecole Keyboardrt et de Décor, Tunis. Cô khởi đầu sự nghiệp của mình khi làm Diễn viên vào năm 2010, cô có mặt trong phim Histoires tunisiennes  của Nada Mezni Hafaiedh. Ngay năm sau, cô cũng được đóng phụ trong  bộ phim Syria Mon dernier ami của đạo diễn Joud Said.
Năm 2012, cô trở nên nổi tiếng khắp Tunisia khi đảm nhận vai Nadia trong loạt phim truyền hình Pour les beaux yeux de Catherine. Sau đó, cô đóng tiếp vai Zohra trong bộ phim Tunisia của Mohamed Damak, Jeudi après-midi (2013).
Năm 2015, cô đến Ai Cập và xuất hiện lần đầu tiên trong loạt phim truyền hình Les Mille et une nuits của Raouf Abdel Aziz. Cô được tuyển chọn đặc biệt để đóng vai Qamar Zamen, một người mất trí nhớ cố gắng khôi phục lại danh tính cho mình. Cô đảm nhận xuất sắc vai nữ anh hùng của Sonia Chamkhi, Narcisse (trong tiếng Ả Rậpl là Aziz Rouhou). Đem lại cho cô giải thưởng dành cho nữ Diễn viên xuất sắc nhất tại Liên hoan phim Al Hoceïma 2016 tại Morocco. Cô cũng tham gian trong phim Ziou or Parfum de printemps của Fourid Boughédir. Cô được trao giải cho  "phim hay nhất" tại Liên hoan phim Cairo 2016.
Mới đây, năm 2017, Ben Ahme

## Quay phim

### Rạp chiếu phim
- 2011 : Những câu chuyện Tunisia (tiếng Ả Rập: حكايات تونسية) của Nada Mezni Hafaiedh
- 2012 : Mon dernier ami (tiếng Ả Rập: صديقي الأخير) (Người bạn cuối cùng của tôi) của Joud Saïd và Fares Al Zahabi
- 2013 : Jeudi après-midi (Thứ Năm chiều) của Mohamed Damak và Tarek Ben Chaâban : Zohra
- 2015 : Narcisse (Narcissus) của Sonia Chamkhi : Hend
- 2016 : Parfum de printemps (Mùa xuân nước hoa) của Férid Boughedir : Khadija
- 2017 : Saint Augustin, le fils de ses larmes (Saint Augustine, đứa con trong nước mắt của ông) của Samir Seïf và Sameh Samy : Monica
- 2017 : The Cell của Tarek Al Eryan và Salah El Geheiny (tiếng Anh): Nouha, vợ của Amr
- 2019 :The Money (tiếng Ả Rập Ai Cập: الفلوس) của Said El Marouk, Wael Nabil, Mohammed Abd Elmoaty và Tamer Hosny : Hayla
- 2020 : Taw'am Rouhy (My Soulmate) của Othman Abou Laban và Amani Tounsi : Alia, May, Malak, Hana
- 2021 : Ritsa của Ahmed Yousry và Moatz Fteha : Ritsa

### tivi

#### Sê -ri Tunisia
- 2012 :  Đổ les beaux yeux de catherine  (cho đôi mắt đẹp của Catherine) của Hamadi Arafa và Rafika Boujday : Nadia
- 2013 :  Njoum Ellil  (Đêm Stars) (Phần 4) của Mehdi Nasra
- 2021 :  Harga  (tiếng Ả Rập) (nhập cư bất hợp pháp) của Lassaad Oueslati, Imed Eddine Hakim và Jouda Méjri : Hela

#### Sê -ri nước ngoài
- 2015 :  Alf Leila wa leila  (Ả Rập đêm) của Raouf Abdel Aziz và Mohamed Nayer : Kamar Zaman
- 2016 :  Shehadet Melad  (Giấy chứng nhận sinh nhật) của Ahmed Medhat và Amr Samir Atef : Amal Zahar
- 2018 :  Al Seham al Mareqa  (Tiếng Ả Rập : Tiếng vang
- 2018 :  Nasser El Saïd  (Đại bàng saïd) của Yasser Sami, Mohamed Abdel Moaty và Ahmed Ali Mossa : Layla
- 2018 :  Abwab Alshaki  (Cửa ra vào) của Ahmed Samir Farag, Mohamed Naye, Karim El Dalil, Beshoy Hanna và Rami Ismail : Dina
- 2019 : Abou Jabal  của Ahmed Salah và Mohamed Sayed Bashir : Mayem
- 2021 : Leebet Newton  (cái nôi của Newton) của Engy Fethi và Tamer Mohsen : Amina
- 2022 :  Malaf serry  (một tập tin bí mật) của Hassan El Balasi và Mahmoud Hagag : Maryem Melky
- 2022 :  The Affair  của Amir Ramses và Mohammed El Hajj : Hela
- 2022 :  waad iblis  (lời hứa của quỷ) của Colin Teague, Ashraf Hamed, Tony Jordan, Engy Loman Field và Suha Al Khalifa
- 2023 :  Muzakirat Zoug  (Nhật ký của một người chồng) của Tamer Nady, Ahmed Bahgat và Mohamed Soliman Abdul Malek: Shereen
- 2023 :  của tôi tâm hồn trong bạn  của Mohamed Lotfi và Mustapha Mahmoud : Jamila
- 2024 :  Bedon Sabeq Entar  (không có cảnh báo) của Hani Khalifa, Ammar Sabry, Alma Kafarneh, Samar Taher, Karim El Dalil và Amr El Daly : Layla

#### phim truyền hình
- 2012 : Barabbas của Roger Young : Mary of Bethany

#### Phát thải
- 2013 : El Zilzal (một trận động đất) (Tập 15) trên El Hiwar El Tounsi : Khách
- 2013 : Dhouk Tohsel (cắn một miếng) (Tập 2) trên Tunisna TV : Khách mời
- 2014 : Maakom với Mona el-Shazly trên CBC : Khách
- 2018 : 90 phút trên truyền hình Mehwar : Khách
- 2020 : Chăm sóc FIFI với FIFI Abdou trên MBC MASR và MBC 5 : Khách
- 2021 : năm sao trên MBC MASR : Khách

## Nhà hát
- 2013 : Zanket Ensé của Noomen Hamda và Fatma Bennour, Tunisia chuyển thể của vở kịch gia tộc ly dị trên một giai đoạn sản xuất của Sami Montacer